# Districte d'Ocnița
El districte d'Ocnița (en romanès Raionul Ocnița) és una de les divisions administratives del nord-est la República de Moldàvia. La capital és Ocnița. Altres ciutats importants són Otaci i Frunză. L'u de gener de 2005, la població era de 56.600 habitants.